# Soest vasútállomás (Hollandia)
Soest vasútállomás vasútállomás Hollandiában, Soest községben,  településen.

## Vasútvonalak
Az állomást az alábbi vasútvonalak érintik:
- Den Dolder–Baarn-vasútvonal

## Kapcsolódó állomások
A vasútállomáshoz az alábbi állomások vannak a legközelebb:
- Soestdijk vasútállomás
- Soest Zuid vasútállomás